# Arsenio Luzardo
Arsenio Luzardo, vollständiger Name Roberto Arsenio Luzardo Correa, (* 3. September 1959 oder 4. September 1959 in Treinta y Tres) ist ein ehemaliger uruguayischer Fußballspieler.

## Karriere

### Verein
Der 1,79 cm große Mittelfeldakteur Luzardo stand im Jahr 1979 in Reihen von Treinta y Tres. Er spielte von 1980 bis 1985 für Nacional Montevideo in der Primera División. In den Spielzeiten 1980 und 1983 gewann sein Verein die Uruguayische Meisterschaft. 1980 siegte man überdies in der Copa Libertadores. Luzardo wirkte in beiden Finalspielen gegen den SC Internacional von Beginn an mit. Durch einen 1:0-Sieg am 11. Februar 1981 über Nottingham Forest, bei dem er ebenfalls in der Startaufstellung stand, holte Luzardo mit seinem Klub den Weltpokal des Jahres 1980. Auch kam er in allen drei Partien um die Copa Interamericana 1981 zum Zug. Nacional unterlag jedoch gegen den mexikanischen Verein UNAM Pumas. 1983 wurde er zudem mit 13 erzielten Treffern Torschützenkönig der Primera División und mit acht Toren Torschützenkönig der Copa Libertadores. Nach seiner Zeit bei Nacional folgte eine von der Saison 1985/86 bis zum Ende der Spielzeit 1991/92 währende Karrierestation in Spanien bei Recreativo Huelva. Bei den Spaniern kam er zu 195 Ligaeinsätzen und schoss 56 Tore. Von 1992 bis 1993 stehen bei einem Engagement in Südkorea bei LG Cheetahs 13 absolvierte Ligabegegnungen und ein Treffer für ihn zu Buche. Anschließend war er noch von 1993 bis 1994 für den Club Atlético Basáñez tätig und stieg mit diesem 1993 in die Primera División auf. 1995 bzw. 1996 schlossen sich Stationen beim Club Atlético Cerro bzw. Liverpool Montevideo an.

### Nationalmannschaft
Luzardo gehörte der uruguayischen U-20-Nationalmannschaft an, die 1979 an der U-20-Südamerikameisterschaft im heimischen Uruguay teilnahm und den Titel gewann. Im Verlaufe des Turniers wurde er von Trainer Raúl Bentancor sechsmal (vier Tore) eingesetzt. Auch war er Teil des Kaders bei der Junioren-Weltmeisterschaft 1979 in Japan, bei der Uruguay den dritten Platz belegte. Im Rahmen der WM wurde er nicht eingesetzt. Er war ferner Mitglied der A-Nationalmannschaft Uruguays, für die er zwischen dem 20. August 1980 und dem 11. September 1983 elf Länderspiele absolvierte, bei denen er zwei Treffer erzielte. 1980 wurde er bei der Copa Juan Pinto Durán und 1983 bei der Copa Artigas eingesetzt. Mit der Celeste gewann er die über den Jahreswechsel 1980/81 ausgetragene Mundialito und nahm überdies 1983 an der Copa América teil und holte mit seinem Heimatland den Titel.

### Erfolge
- Weltpokal: 1980
- Copa Libertadores: 1980
- Uruguayischer Meister: 1980, 1983
- Mundialito: 1980/81
- Südamerikameister: 1983
- U-20-Südamerikameister: 1979
- Torschützenkönig der Copa Libertadores: 1983
- Torschützenkönig Primera División (Uruguay): 1983